# الحزب الديمقراطي (إندونيسيا)
الحزب الديمقراطي (بالإندونيسية: Partai Demokrat)‏ حزب إندونيسي تأسس يوم 9 سبتمبر 2001، ويتبنى أيدولوجية بانكسيلا اندونيسيا، وسياسة محافظة، ومكافحة شيوعية. فاز الحزب الديمقراطي في انتخابات مجلس الشعب الإندونيسي 2009.